# Чеканов Микола Григорович
Микола Григорович Чеканов (рос. Николай Григорьевич Чеканов; нар. 30 червня 1921 — пом. 22 квітня 1974, Павловський Посад, Московська область, РРФСР) — радянський футболіст.

## Життєпис
Футбольну кар'єру розпочав у київському «Динамо». Дебютував у складі киян 23 червня 1948 року в програному (2:4) виїзному поєдинку 8-о туру групи I Вищої ліги СРСР проти мінського «Динамо». Микола вийшов на поле в стартовому складі та відіграв увесь матч. Цей поєднок виявився єдиним для Чеканова у першій команді «Динамо». Наступного року виступав в аматорському київському «Спартаку».
У 1950 році перейшов до складу московського «Спартака». У першій команді москвичів зіграв 4 поєдинки, ще 19 матчів зіграв у першості дублерів. У 1951 році виступав у ташкентського «Будинку Офіцерів» (27 матчів у чемпіонаті, 3 поєдинки у кубку СРСР). У 1954 році перейшов до ступінських «Крил Рад», разом з командою дебютував у Першій та Другій лізі чемпіонату СРСР. Завершив кар'єру футболіста в 1956 році.